# 의령 큰줄땡기기
의령 큰줄땡기기(宜寧 큰줄땡기기)는 대한민국 경상남도 의령군 의령읍 지역에서 1800년경부터 시작하여 200여 년의 역사를 지닌 민속놀이이다. 1997년 1월 30일 경상남도의 무형문화재 제20호로 지정되었다.

## 개요
줄다리기는 줄쌈이라고도 하는 일종의 편싸움 놀이이다. 줄다리기는 정월 대보름을 전후해서 벼농사를 위주로 하는 중부 이남지방에서 널리 행해지는데 농경의식의 일종으로 해석되고 있다. 마을을 동서로 나누어 두패로 편을 짜는데 동서 양편은 각각 남성과 여성으로 상징되며, 생산의 의미에서 여성으로 상징되는 편이 이겨야 풍년이 든다고 생각한다.
의령 큰줄댕기기는 1800년경부터 시작하여 200여 년의 역사를 지닌 민속놀이로 온 마을이 참여하는 축제로 정착되었다.

## 보유자
| 구분   | 성명 (생년월일)    | 성별 | 기예능   | 주소                     | 인정·해제일자   | 비고 |
| ------ | ------------------ | ---- | -------- | ------------------------ | --------------- | ---- |
| 보유자 | 최동균 ('29.11.20) |      | 줄꼬우기 | 의령군 의령읍 서동리 347 | 2005.10.13 인정 |      |
| 보유자 | 오세대 ('29.11.29) |      | 목줄말기 | 의령군 가례면 가례리 360 | 2005.10.13 인정 |      |

## 참고 자료
- 의령큰줄땡기기 - 국가유산청 국가유산포털